# لاکهید ال‌سی-۱۳۰
لاکهید ال‌سی-۱۳۰ (به انگلیسی: Lockheed LC-130) یک هواگرد ساختِ کارخانهٔ لاکهید کورپوریشن در کشور ایالات متحده آمریکا است . نخستین استفاده‌کنندهٔ این هواگرد نیروی دریایی ایالات متحده آمریکا بوده‌است. این هواگرد برای نخستین بار در ۱۹۵۶ میلادی مورد استفاده قرار گرفت.